# Österreichische Fußballnationalmannschaft (U-19-Frauen)
Die österreichische U-19-Fußballnationalmannschaft der Frauen repräsentiert Österreich im internationalen Frauenfußball. Die Nationalmannschaft untersteht dem Österreichischen Fußball-Bund.

## Geschichte

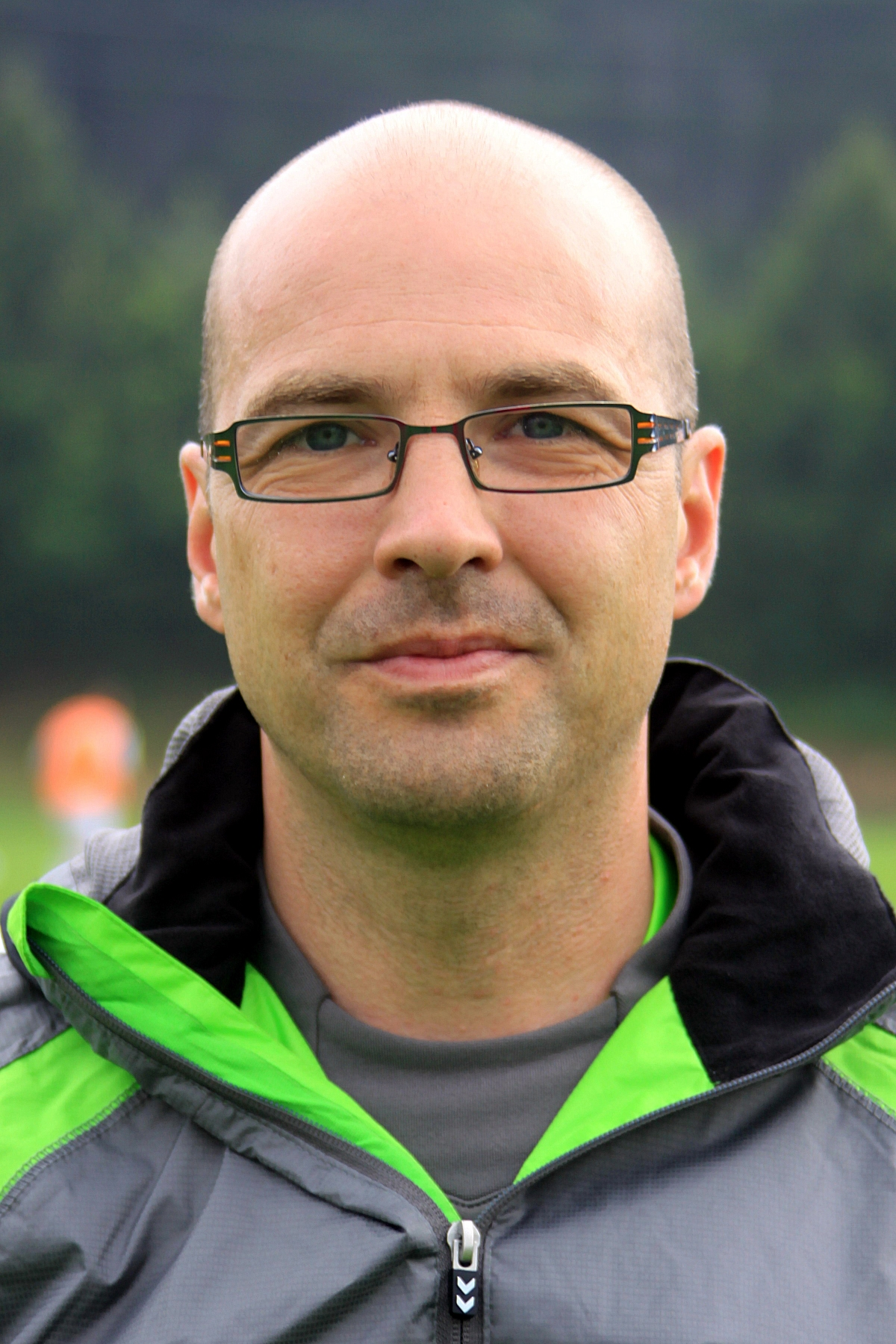
Johannes Spilka, Cheftrainer von 2021 bis 2024

Die Mannschaft wurde 2001 gegründet und tritt seither bei der U-19-Europameisterschaft und (theoretisch) auch bei der U-20-Weltmeisterschaft für Österreich an. Bislang konnte sich die Auswahl jedoch nur einmal für eine EM-Endrunde qualifizieren, bei der sie 2016 mit drei Niederlagen und 1:11 Toren nicht über die Gruppenphase hinauskam. An einer WM-Endrunde nahm die U19-Auswahl noch nie teil. 2023 gelang Österreich die zweite Qualifikation für eine Europameisterschaft.
Am 4. Dezember 2023 besiegte das Team im WM-Play-off in Salou Island mit 6:0 und qualifizierte sich damit als erstes österreichisches Frauen-Nationalteam für eine Fußball-Weltmeisterschaft. Sie nehmen damit an der U-20-Fußball-Weltmeisterschaft der Frauen 2024 von 31. August bis 22. September 2024 in Kolumbien teil.
Das Team wurde ab Juni 2021 von Johannes Spilka trainiert. Im Juli 2024 trennte sich der ÖFB von Spilka, zum Teamchef des österreichischen U20-Nationalteams der Frauen wurde Markus Hackl bestellt. Bei der WM-Endrunde in Kolumbien erreichten die ÖFB-U-20-Frauen im September 2024 das Achtelfinale, wo das Team nach dem Spiel gegen Nordkorea (2:5) ausschied.

## Turnierbilanz

### Europameisterschaft
| Jahr   | Gastgeber      | Platzierung        |
| ------ | -------------- | ------------------ |
| 1998   | mehrere        | nicht teilgenommen |
| 1999   | Schweden       | nicht teilgenommen |
| 2000   | Frankreich     | nicht teilgenommen |
| 2001   | Norwegen       | nicht qualifiziert |
| 2002   | Schweden       | nicht qualifiziert |
| 2003   | Deutschland    | nicht qualifiziert |
| 2004   | Finnland       | nicht qualifiziert |
| 2005   | Ungarn         | nicht qualifiziert |
| 2006   | Schweiz        | nicht qualifiziert |
| 2007   | Island         | nicht qualifiziert |
| 2008   | Frankreich     | nicht qualifiziert |
| 2009   | Belarus        | nicht qualifiziert |
| 2010   | Nordmazedonien | nicht qualifiziert |
| 2011   | Italien        | nicht qualifiziert |
| 2012   | Türkei         | nicht qualifiziert |
| 2013   | Wales          | nicht qualifiziert |
| 2014   | Norwegen       | nicht qualifiziert |
| 2015   | Israel         | nicht qualifiziert |
| 2016   | Slowakei       | Gruppenphase       |
| 2017   | Nordirland     | nicht qualifiziert |
| 2018   | Schweiz        | nicht qualifiziert |
| 2019   | Schottland     | nicht qualifiziert |
| 2020 1 | Georgien 1     | – 1                |
| 2021 1 | Belarus 1      | – 1                |
| 2022   | Tschechien     | nicht qualifiziert |
| 2023   | Belgien        | Gruppenphase       |